# الإسلام في طاجيكستان
الإسلام في طاجيكستان يعتبر الإسلام الدينَ السائد في طاجيكستان حيث تُدين به النسبة الأكبر من الشعب الطاجيكي، ووفقًا لبيان صادر عن وزارة الخارجية الأمريكية عام 2009، تبلغ نسبة المسلمين في طاجيكستان 98% من إجمالي عدد السكان (حوالي 95% من السنة و3% من الشيعة)، مع بعض الطرق الصوفية.
الإسلام السني على المذهب الحنفي هو مذهب الأغلبية في البلاد.

## التركيبة السكانية والتاريخ المبكر
الإسلام هو الدين السائد في آسيا الوسطى، جاء به العرب إلى المنطقة في القرن السابع. منذ ذلك الوقت، أصبح الإسلام جزءًا لا يتجزأ من الثقافة الطاجيكية. على سبيل المثال، أصبحت الدولة السامانية راعيًا قويًا للهندسة المعمارية الإسلامية ونشرت الثقافة الإسلامية الفارسية في عمق قلب آسيا الوسطى. كما قام إسماعيل الساماني، الذي يعتبر والد الأمة الطاجيكية، بتعزيز جهود الدعوة الإسلامية في جميع أنحاء المنطقة. بدأ السكان داخل آسيا الوسطى بقبول الإسلام بحزم بأعداد كبيرة، لا سيما في طراز، الآن في كازاخستان الحديثة. خلال الحقبة السوفيتية، كانت جهود علمنة المجتمع غير ناجحة إلى حد كبير وشهدت حقبة ما بعد الاتحاد السوفيتي زيادة ملحوظة في الممارسة الدينية. ارتفاع عدد المسلمين الذين يصومون شهر رمضان المبارك. صام ما يصل إلى 99% من المسلمين في الريف و70% في المدن خلال آخر شهر رمضان (2004). يقيم معظم المسلمين الشيعة، ولا سيما الإسماعيليون في منطقة مقاطعة بدخشان الجبلية ذاتية الحكم النائية وكذلك بعض المناطق في ولاية خاتلون الجنوبية وفي دوشنبه. من بين الديانات الأخرى، لا يمارس الديانة الروسية الأرثوذكسية إلا الروس الذين يعيشون فيها على الرغم من تقلص المجتمع الروسي بشكل كبير في أوائل التسعينات. تتمتع بعض الجماعات المسيحية الصغيرة الأخرى الآن بحرية نسبية في العبادة. هناك أيضًا جالية يهودية صغيرة جدًا.
إن وصول الإسلام إلى هذه المنطقة مرتبط بفتح خراسان وبلاد ما وراء النهر، فبعد معركة القادسية امتد نفوذ الإسلام إلى بلاد فارس، ثم نهر جيحون ثم انتقل إلى منطقة وادي فرغانة ففي الفترة الواقعة بين سنتي 94و96 من الهجرة، فتح القائد قتيبة بن مسلم منطقة وادي فرغانة وتجاوزها نحو الشرق حتي وصل حدود الصين، وتم ذلك بفتح كاشغر، وأكمل صالح بن مسلم، فتح باقي منطقة وادي فرغانة، وفتح كاسان وأورشت في وادي فرغانة، واستمر انتشار الدعوة طيلة العصر الأموي.
وفي العصر العباسي ازدادت صلة الخلفاء العباسيين بفارس وخراسان ووسط آسيا، ووثق عصر المأمون صلة بني العباس بهذه المنطقة، وازدهرت الدعوة في عهد السامانيين والغزنويون، وفي عهد الأتراك السلاجقة الذين كونوا دولة واسعة واجتاح المغول منطقة وسط آسيا بعد ضعف الدولة السلجوقية، ولما ضعفت دولة المغول سيطر الروس على المنطقة، وأصبحت طاجيكستان جمهورية اتحادية في سنة 1348 هـ، وأدي ذلك إلى تناقص عدد المساجد وانعدام التعليم الديني.
ويتبع المسلمون في جمهورية طاجيكستان الإدارة الدينية لمسلمي وسط آسيا والتي توجد في طشقند وفي سنة (1411 هـ- 1990 م) شهدت طاجيكستان انتفاضة ضد السلطات السوفياتية وأعلن العصيان المدني لم يستطيع الروس قمع الصحوة الإسلامية في هذه المناطق، وقبل أن ينتهي عام 1991 تفكك الاتحاد السوفياتي وأعلنت طاجيكستان استقلالها.

## الحقبة السوفيتية
كان الحجاب التقليدي في طاجيكستان الذي تم ارتداؤه قبل العصر الحديث هو الفرانجي، ولكن خلال فترة الهدجوم، أعطى الشيوعيون السوفييت المرأة حقوقًا مدنية مساوية للرجل، وحظروا ارتداء ما أسموه «الملابس القمعية» مثل الحجاب.
خلال سبعة عقود من السيطرة السياسية، لم يتمكن صناع السياسة السوفييت من القضاء على التقاليد الإسلامية. وقعت أشد الحملات السوفييتية المعادية للإسلام منذ أواخر عشرينات القرن العشرين وحتى أواخر الثلاثينات كجزء من حملة اتحادية واسعة النطاق ضد الدين بشكل عام. في هذه الفترة، قُتل العديد من الموظفين المسلمين، وتم تقليص التعاليم الدينية والشعائر بشكل حاد. بعد الهجوم الألماني على الاتحاد السوفيتي عام 1941، اعتدلت السياسة الرسمية تجاه الإسلام. كان أحد التغييرات التي تلت ذلك إنشاء تسلسل هرمي إسلامي رسمي في آسيا الوسطى في عام 1943، المجلس الإسلامي لآسيا الوسطى. جنبا إلى جنب مع ثلاث منظمات مماثلة لمناطق أخرى من الاتحاد السوفيتي بها عدد كبير من السكان المسلمين، كانت هذه الإدارة تحت سيطرة الكرملين، الأمر الذي تطلب الولاء من المسؤولين الدينيين. على الرغم من عدم كفاية موظفيها الإداريين وهيكلها لتلبية احتياجات السكان المسلمين في المنطقة، إلا أن الإدارة أتاحت الوجود القانوني لبعض المؤسسات الإسلامية، فضلاً عن أنشطة رجال الدين وعدد صغير من المساجد والتعليم الديني في مدرستين في أوزبكستان.[بحاجة لمصدر]
في أوائل الستينات، صعّد نظام نيكيتا خروتشوف الدعاية المعادية للإسلام. ثم، في مناسبات عديدة في السبعينات والثمانينات، دعت قيادة الكرملين إلى تجديد الجهود لمحاربة الدين، بما في ذلك الإسلام. وعادة ما تضمنت هذه الحملات تحويل المساجد إلى استخدامات علمانية. محاولات لإعادة تعريف العادات التقليدية المرتبطة بالإسلام بالقومية بدلاً من الدين؛ ودعاية تربط الإسلام بالتخلف والخرافات والتعصب الأعمى. نما العداء الرسمي للإسلام في عام 1979 مع التدخل العسكري السوفيتي في أفغانستان المجاورة وتزايد إصرار أنصار الإحياء الإسلاميين في العديد من البلدان. منذ ذلك الوقت وحتى أوائل حقبة ما بعد الاتحاد السوفيتي، حذر بعض المسؤولين في موسكو وطاجيكستان من خطر إسلامي متطرف، غالبًا على أساس أدلة محدودة أو مشوهة. على الرغم من كل هذه الجهود، ظل الإسلام جزءًا مهمًا من هوية الطاجيك والشعوب المسلمة الأخرى في طاجيكستان حتى نهاية الحقبة السوفيتية والسنوات الأولى للاستقلال.[بحاجة لمصدر]

## منذ الاستقلال

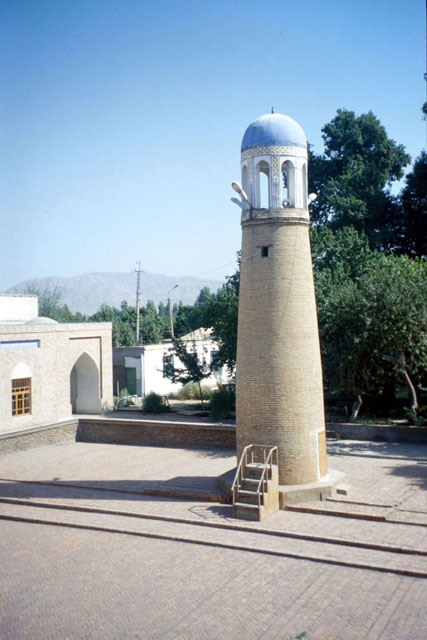
مسجد في اسفرة

إن التعرف على الإسلام كجزء لا يتجزأ من الحياة يتم تقاسمه بين الحضر والريف، وكبار السن والشباب، والمتعلمين وغير المتعلمين من الطاجيك. لكن الدور الذي يلعبه الإيمان في حياة الأفراد يختلف اختلافًا كبيرًا. بالنسبة لبعض الطاجيك، يعتبر الإسلام جزءًا جوهريًا من تراثهم الثقافي أكثر من كونه دينًا بالمعنى المعتاد، كما أن القليل من الطاجيك ليسوا متدينين.
على أي حال، دحض الطاجيك التأكيد السوفييتي القياسي بأن القوى العاملة الصناعية الحضرية والسكان المتعلمين ليس لهم علاقة كبيرة بـ «بقايا الحقبة الماضية». من التطورات الجديرة بالملاحظة في أواخر الحقبة السوفيتية وأوائل فترات الاستقلال زيادة الاهتمام، خاصة بين الشباب، بجوهر العقيدة الإسلامية. في حقبة ما بعد الاتحاد السوفيتي، أصبح الإسلام عنصرًا مهمًا في الحجج القومية لبعض المثقفين الطاجيك.
استمر الإسلام في طاجيكستان بأشكال متنوعة على نطاق واسع بسبب قوة الإسلام الشعبي الأصلي بعيدًا تمامًا عن الإدارة الإسلامية التي أقرها السوفييت. قبل فترة طويلة من الحقبة السوفيتية، كان بإمكان سكان المناطق الريفية في آسيا الوسطى، بمن فيهم سكان ما أصبح طاجيكستان، الوصول إلى أماكنهم المقدسة. كانت هناك أيضًا مدارس دينية محلية صغيرة وأفراد داخل مجتمعاتهم تم تكريمهم للمعرفة الدينية والتقوى. هذه العناصر دعمت الدين في الريف، بغض النظر عن الأحداث الخارجية. في ظل الأنظمة السوفيتية، استخدم الطاجيك ما تبقى من هذا الإسلام الشعبي الريفي لمواصلة بعض جوانب تعليم وممارسة عقيدتهم على الأقل بعد تقليص أنشطة المؤسسات الإسلامية القائمة على المدن. لعب الإسلام الشعبي أيضًا دورًا مهمًا في بقاء الإسلام بين سكان المدن. أحد أشكال هذا الإسلام الشعبي هو الصوفية التي غالبًا ما توصف بالتصوف الإسلامي ويمارسها الأفراد بطرق متنوعة. أهم شكل من أشكال الصوفية في طاجيكستان هو النقشبندية، وهي طريقة صوفية لها أتباع في أماكن بعيدة مثل الهند وماليزيا. إلى جانب الصوفية، ترتبط أشكال أخرى من الإسلام الشعبي بالطوائف المحلية والأماكن المقدسة أو بأفراد جعلتهم معرفتهم أو صفاتهم الشخصية مؤثرة.
بحلول أواخر عام 1989، بدأ تسامح نظام ميخائيل غورباتشوف المتزايد مع الدين يؤثر على ممارسات الإسلام والأرثوذكسية الروسية. زاد التعليم الديني. افتتحت مساجد جديدة. أصبح الالتزام الديني أكثر انفتاحًا. ظهر متحدثون إسلاميون جدد في طاجيكستان وأماكن أخرى في آسيا الوسطى. انهارت سلطة المجلس الإسلامي الرسمي لآسيا الوسطى ومقره طشقند في طاجيكستان. حصلت طاجيكستان على مدرسة خاصة بها في دوشنبه، منهية اعتمادها على مدرستين تابعتين للإدارة في أوزبكستان.
بحلول عام 1990، أصبح كبير مسؤولي المجلس الإسلامي في دوشنبه، القاضي الأكبر، الحاج أكبر توراجونزودا (في المنصب 1988-1992)، شخصية عامة مستقلة ذات تبعية واسعة. في المعركة السياسية بين الفصائل التي تلت الاستقلال، انتقد توراجونزودا المتشددين الشيوعيين ودعم الإصلاح السياسي والاعتراف الرسمي بأهمية الإسلام في المجتمع الطاجيكي. وفي الوقت نفسه، نفى مرارًا وتكرارًا اتهامات المتشددين بأنه يسعى إلى إقامة حكومة إسلامية في طاجيكستان. بعد انتصار المتشددين في الحرب الأهلية في نهاية عام 1992، هرب توراجونزودا من دوشنبه ووجهت إليه تهمة الخيانة. ومن المفارقات، أنه بعد 1997 تقاسم السلطة بين الإدارة الحالية وجماعات المعارضة السابقة، تم تعيين توراجونزودا نائباً لرئيس وزراء طاجيكستان، وهو يدعم بشكل لا لبس فيه نظام إمام علي رحمن.
كما نظم المسلمون في طاجيكستان سياسيًا في أوائل التسعينات. في عام 1990، بينما كان المواطنون في أجزاء كثيرة من الاتحاد السوفيتي يشكلون منظماتهم المدنية الخاصة بهم، نظم المسلمون من مختلف أجزاء الاتحاد حزب النهضة الإسلامية. بحلول أوائل التسعينات، أدى نمو المشاركة السياسية الجماهيرية بين مسلمي آسيا الوسطى إلى قيام جميع الأحزاب السياسية -بما في ذلك الحزب الشيوعي في طاجيكستان- بمراعاة التراث الإسلامي للغالبية العظمى من سكان طاجيكستان.
لعب الإسلام أيضًا دورًا سياسيًا رئيسيًا للنظام الحاكم في أوائل التسعينات. أثار الحرس القديم الشيوعي مخاوف محلية ودولية من أن المسلمين الأصوليين قد يزعزعون استقرار الحكومة الطاجيكية عندما كانت هذه الرسالة مناسبة في تقوية موقف المتشددين ضد قوى المعارضة في الحرب الأهلية. ومع ذلك، كان نظام نبييف على استعداد لتقديم نفسه كحليف للجمهورية الإسلامية الإيرانية بينما يصور المعارضة الطاجيكية على أنها «مسلمون غير مخلصين».

## التطورات الأخيرة

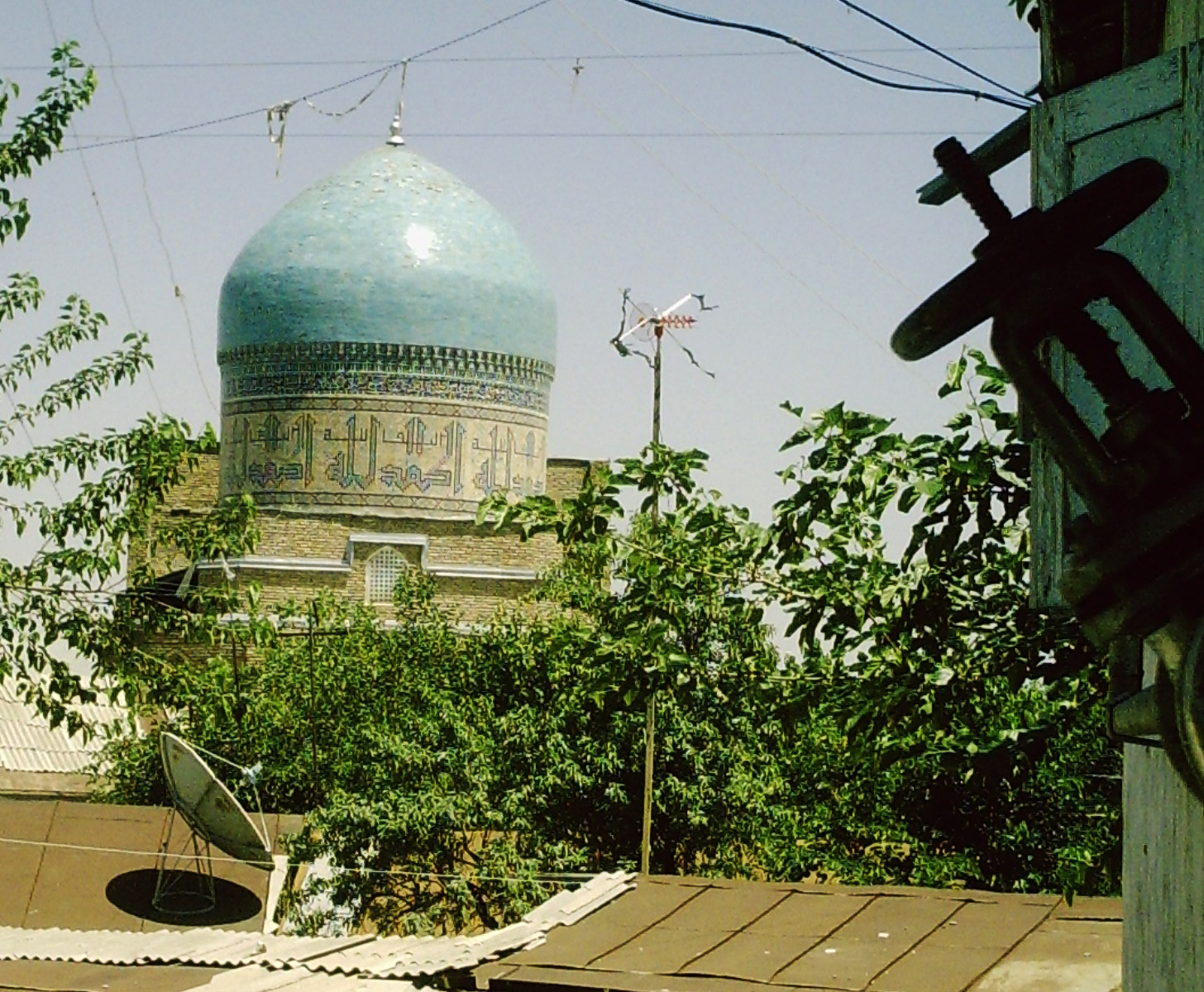
مدرسة في استراوشان.

في أكتوبر 2005، حظرت وزارة التربية والتعليم في طاجيكستان الطالبات من ارتداء الحجاب الإسلامي في المدارس العلمانية. قال وزير التربية والتعليم عبد الجبور رحمانوف إن ارتداء الحجاب أو غطاء الرأس الذي ترتديه النساء المسلمات تقليدياً، وغيره من الرموز الدينية «غير مقبول في المدارس العلمانية وينتهك الدستور والقانون الجديد للتعليم». وأعرب عن قلقه من أن التلاميذ يقضون الكثير من الوقت في المساجد على حساب تعليمهم. وقال رحمونوف «كثيرون يقضون الأمسيات في المساجد ولا يؤدون واجباتهم المدرسية» مضيفا أنه خلال شهر رمضان المبارك لم يحضر الكثيرون الدروس بعد صلاة الجمعة.
في الآونة الأخيرة، وفقًا لتقرير غير مؤكد، أغلقت الحكومة الطاجيكية مئات المساجد غير المسجلة مما دفع السكان المحليين للاعتقاد بأن هذه التصرفات هي حملة ضد الدين الإسلامي. أفادت الأنباء أن بعض المساجد دمرت فيما تحول البعض الآخر إلى صالونات تجميل. وتكهن البعض بأن الحملة جاءت نتيجة مخاوف الحكومة من أن المساجد «غير آمنة»، أو أن الأئمة قد لا يتصرفون «بمسؤولية».
احتفلت طاجيكستان عام 2009 بإحياء ذكرى الفقيه السني أبي حنيفة، حيث استضافت الأمة ندوة دولية استقطبت القادة العلميين والدينيين. تم الإعلان عن بناء أحد أكبر المساجد في العالم، بتمويل من قطر، في أكتوبر 2009. من المقرر أن يتم بناء المسجد في دوشنبه ويقال أن البناء سيكتمل بحلول عام 2014. في عام 2010، استضافت طاجيكستان جلسة لمنظمة المؤتمر الإسلامي مع وفود من 56 دولة عضو اجتمعت في دوشنبه.
لا يسمح للنساء بدخول المساجد، فقط التعليم الديني الذي تسيطر عليه الدولة هو المعتمد للأطفال، واللحى الطويلة محظورة في طاجيكستان.
في طاجيكستان، يُحظر على المساجد السماح لصلاة الجمعة للذين تقل أعمارهم عن 18 عامًا.
أغلقت الحكومة المساجد وحظرت التعليم الديني الأجنبي. منذ بداية عام 2011، أغلقت الحكومة الطاجيكية 1500 مسجد، بالإضافة إلى حظر الحجاب للأطفال، وحظر استخدام مكبرات الصوت لآذان الصلاة، ومنع النساء من دخول المساجد، ومراقبة تعليم الأئمة والطلاب. التربية الإسلامية في الخارج، وإقامة الخطب في المسجد بموافقة الحكومة، وحصر خطب المسجد بـ15 دقيقة. عانى المسلمون من أكثر الآثار السلبية من «قانون الدين» الذي سنته حكومة طاجيكستان، حيث تم تقليص خطب الأئمة، مما جعل «مساجد الكبيرة» المكان القانوني الوحيد لإلقاء الخطب من قبل الأئمة مع عدم السماح بالخطب في المساجد الخماسية وهي مساجد صغيرة وتخدم عددًا محدودًا من الناس بينما المساجد المتوسطة والكبيرة تصنف على أنها مساجد كبيرة، وطرد المحجبات من المدارس ولا يسمح بالصور بالحجاب واللحية في جواز السفر. تم هدم المساجد وإغلاقها من قبل حكومة طاجيكستان بحجة أنها غير مسجلة وبالتالي لا تعتبرها الحكومة مساجد. استهدفت طاجيكستان الجماعات الدينية مثل شهود يهوه واليهود والمسيحيين والمسلمين الذين يحاولون التهرب من سيطرة الحكومة، وتم إغلاق وتدمير الكنائس والمساجد، ولا يُسمح إلا لعدد معين من المساجد بالعمل والدولة يجب أن توافق على جميع «الأنشطة الدينية»، التي لا يُسمح للأطفال الأصغر من 18 عامًا بالانضمام إليها. تم استهداف المباني المخصصة للخدمة الدينية لشهود يهوه والكنائس البروتستانتية والكنيس اليهودي والمساجد الإسلامية وتدميرها وإغلاقها ويُحظر إقامة الصلاة في القاعات العامة، مع فرض قيود صارمة على الدين. أجبرت طاجيكستان المجتمعات الدينية على إعادة التسجيل لدى الحكومة وأغلقت المساجد والكنائس التي رفضت إعادة التسجيل في عام 2009. دمرت الحكومة الطاجيكية كنائس ومعابد يهودية ومساجد. موافقة الحكومة مطلوبة للطاجيك الذين يسعون إلى الانخراط في الدراسات الدينية في البلدان الأجنبية والأنشطة الدينية للمسلمين على وجه الخصوص ويجب أن تخضع لرقابة حكومة طاجيكستان. فرضت طاجيكستان سيطرة الدولة على المدارس الإسلامية والأئمة والمساجد. أعدت حكومة طاجيكستان قائمة بـ «مواضيع» الخطب للأئمة. لا يُسمح للمدن إلا بوجود عدد معين من المساجد، ولا يُسمح إلا للمباني الدينية التي أقرتها الحكومة باستضافة أنشطة دينية، وحظرت المدارس الحجاب، وحظرت الدراسات الدينية في المساجد الخاصة، ولا يُسمح بقبول خدمات المساجد الدينية للأطفال وغير المسجلين تم إغلاق المساجد. الشؤون الدينية محظورة على الأطفال دون سن 18 عامًا، والمباني العامة لا تسمح باللحية، والمدارس تحظر ارتداء الحجاب، وتغلق المساجد غير المسجلة، وتخضع الخطب لسلطة الحكومة. فقط إذا «شريطة أن يعبر الطفل عن رغبته في التعلم»، يمكن للأسرة أن تعلم الدين لأطفالها، بينما حظرت الحكومة الطاجيكية جميع أنواع التعليم الخاص غير الخاص بالعائلة. لقد خضع الإسلام والمسلمون للرقابة من قبل حكومة طاجيكستان، والدولة هي التي تقرر الخطب التي يلقيها الأئمة، وتقوم الحكومة بصرف رواتب الأئمة، ولا توجد سوى مدرسة واحدة في طاجيكستان.
تم إعلان أن شهود يهوه غير قانونيين في طاجيكستان. اتهم مركز الحياة الكثيرة المسيحي، وكنيسة إيو البروتستانتية، وشهود يهوه طاجيكستان بالكذب بشأن عدم إعلانهم غير قانونيين في مؤتمر وارسو لمنظمة الأمن والتعاون في أوروبا لحقوق الإنسان.
بين الطاجيك المتدينين بشكل متزايد، أصبحت الأسماء العربية الإسلامية أكثر شعبية على الأسماء الطاجيكية.
استخدمت الحكومة الطاجيكية كلمة «عاهرة» لوصف النساء المحجبات وفرضت حلق اللحى، بالإضافة إلى النظر في تحريم الأسماء العربية الإسلامية للأطفال وجعل الناس يستخدمون الأسماء الطاجيكية رغم أن الإمام علي (إمام علي) هو اسم عربي، وهي اسم رئيس طاجيكستان. قال رئيس طاجيكستان رحمون (رحمان) إنه يجب استخدام الملحمة الفارسية شاهنامه كمصدر للأسماء، مع قانونه المقترح الذي يلمح إلى حظر الأسماء الإسلامية بعد قوانينه المناهضة للحجاب واللحية.
تعرض الحجاب الإسلامي الأسود لهجوم وانتقاد علني من قبل الرئيس الطاجيكي إمام علي رحمن.
حظرت حكومة طاجيكستان حزب النهضة الإسلامي في طاجيكستان ووصفته بأنه منظمة إرهابية. ومع ذلك، قام عضو في حزب النهضة الإسلامي بعد ذلك بزيارة إيران من قبل الحكومة الإيرانية، والتي تحولت إلى احتجاج دبلوماسي من قبل طاجيكستان.
أدت القيود التي فرضتها طاجيكستان على الإسلام إلى انخفاض حاد في عدد الملتحين والمحجبات. تحظر طاجيكستان السلفية تحت اسم «الوهابي»، والتي تُطبق على أشكال الإسلام التي لا تسمح بها الحكومة. لتعزيز دولة علمانية أفضل، تم إغلاق 160 متجرًا للملابس الإسلامية وحلق 13000 رجل قسراً من قبل الشرطة الطاجيكية وحظر برلمان طاجيكستان الأسماء العربية كجزء من حملة علمانية قام بها الرئيس إمام علي رحمون.
في أوزبكستان وطاجيكستان، ارتدت النساء النقاب الذي غطى وجههن وجسمهن بالكامل مثل بارانيا وفارانجي. كان الحجاب التقليدي في آسيا الوسطى الذي تم ارتداؤه قبل العصر الحديث هو الفرانجي ولكن تم حظره من قبل الشيوعيين السوفييت ولكن الرئيس الطاجيكي إمام علي حاول بشكل مضلل الادعاء بأن الحجاب ليس جزءًا من الثقافة الطاجيكية.

## المصدر
- الأقليات المسلمة في آسيا وأستراليا – سيد عبد المجيد بكر.